# Thomas Bligh
Thomas Bligh (1685 – 1775) è stato un ufficiale e politico irlandese, prestò servizio nella guerra dei sette anni, nel corso della quale fu al comando di diverse operazioni militari di "guerra anfibia" lungo le coste della Francia, divenute celebri con il nome di descents. Nonostante questi numerosi successi, subì una pesante sconfitta finale nella Battaglia di Saint Cast.

## Biografia
Secondogenito di Thoma Bligh di Rathmore (Contea di Meath), e di sua moglie Elizabeth Naper, suo padre era un allevatore che avevano beneficiato dell'attribuzione di alcuni terreni a seguito delle confische del 1688 sotto il regno di Guglielmo III d'Inghilterra e divenne membro della Irish House of Commons in qualità di rappresentante della Contea di Meath dal 1695 al 1710.
A partire dal 1715 il giovane Bligh venne eletto rappresentante parlamentare per la cittadina irlandese di Athboy, carica che mantenne per circa sessant'anni. Nel 1717 Bligh ottenne il grado di capitano nel reggimento di cavalleria britannico del 5th Dragoon Guards (noto anche con il nome di Shrewsbury's Regiment of Horse). Nel 1719 venne promosso al grado di vice-colonnello del reggimento, grazie anche all'intercessione di suo zio, Robert Naper, che prestava servizio nello stesso reggimento con il grado di tenente generale. Nel 1737 si unì in matrimonio con Elizabeth Bury dalla quale ebbe un solo figlio, morto prematuramente. Nel 1740, dopo aver fallito nel succedere a suo zio al grado di tenente generale, venne promosso colonnello a capo di un nuovo reggimento di fanteria che avrebbe prestato servizio nelle Fiandre durante la Guerra di successione austriaca tra il 1740 e il 1746. Nel 1745, dopo essere stato promosso al grado di Brigadier generale, fu protagonista di una audace operazione militare presso le spiagge del villaggio di Melle (Belgio) per prestare rinforzo militare alla guarnigione inglese acquartierata presso Gand, riuscendo a trarre in salvo una buona parte dei suoi commilitoni sconfitti dalle forze delle truppe francesi al comando del generale Nicholas Joseph Balthazar de l'Anglade. Nel 1746 fu trasferito al reggimento di cavalleria dei 12th Royal Lancers e nel 1747 fu promosso al grado di maggiore generale e nel dicembre dello stesso anno venne nuovamente trasferito presso il suo vecchio reggimento dei 5th Dragoon Guards, nel frattempo trasformatosi nel 2nd Irish Horse. Nel 1754 venne promosso al grado di tenente generale.
Nel luglio del 1758 vennero fatti i preparativi per una nuova campagna di attacchi dal mare, o descendts, su vasta scala lungo le coste della Francia, allo scopo di creare un diversivo in favore della campagna in territorio tedesco delle truppe sotto il comando del principe Ferdinando di Brunswick-Wolfenbüttel. Contro ogni considerazione, e sebbene avesse ormai settantatré anni di età, e dietro pressione del governo di William Pitt, bligh accettò il comando della spedizione. Agli inizi del mese di agosto del 1758, la spedizione di Bligh, trasportata dalla flotta inglese al comando del Ammiraglio Richard Howe, lasciarono le coste inglesi per sbarcare, dopo sette giorni di viaggio, nei pressi della cittadina di Cherbourg, che venne conquistata dalle truppe inglesi. Nonostante il successo, Bligh ed i suoi ufficiali si rivelarono non all'altezza della situazione nel gestire le proprie truppe. Il porto, il molo e i fortini di Cherbourg vennero demoliti secondo gli ordini di Bligh, ma le truppe intrapresero arbitrariamente una lunga catena di saccheggi della zona circostante, con effetti devastanti, al punto che fu necessario pianificare in fretta delle operazioni di reimbarco sotto la supervisione dell'Ammiraglio Howe.

Il 3 settembre 1758 Bligh fece sbarcare le sue truppe presso la spiaggia della cittadina di Saint-Lunaire, come preparativo di un assedio programmato contro Saint Malo, ma una squadra di ricognizione rivelò che il piano di aprirsi un varco lungo il fiume Rance non era praticabile, in quanto troppo ben difeso dalle guarnigioni di truppe francesi. Un mutamento meteorologico improvviso costrinse la flotta inglese a gettare l'ancora con l'artiglieria ed i cavalli ancora a bordo. Per questo motivo Bligh ed i suoi ufficiali decisero di far marciare le truppe a piedi poco più a ovest verso la baia di Saint-Cast-le-Guildo. La marcia raggiunse Matignon l'11 settembre 1758 dopo aver subito numerose perdite a causa delle sortite da parte dei francesi, e Bligh decise di accamparsi lungo la costa invece di fare imbarcare i suoi soldati sulle navi. Nonostante i suoi ricognitori avessero avvistato un contingente nemico in avvicinamento di pari entità sotto la guida del Duca d'Aiguillon, Bligh decise di non imbarcarsi nella notte ma di aspettare l'alba prima di far salite le truppe sulle navi a partire dai numerosi feriti. I francesi vennero affrontati dalla retroguardia, composta in larga parte dal reparto dei Grenadier Guards comandati dal maggiore generale Alexander Dury che inflisse pesanti perdite al nemico ma venne completamente sopraffatta (lo stesso Dury annegò nel tentativo di raggiungere le navi inglesi). 

Aspramente criticato per le sue scelte tattiche dal comandante in capo della spedizione, il Conte di Ligonier, Blight fece ritorno in patria dove re Giorgio II si rifiutò di riceverlo a corte come segno di disapprovazione per la sua condotta militare. Dopo aver subito un simile affronto e ricevendo numerose critiche, prime fra tutte dallo stesso capo del governo, Pitt, Bligh decise di rassegnare le dimissioni da qualsiasi incarico e di ritirarsi a vita privata in Irlanda. Dopo essersi nuovamente sposato con Frances Jones, morì nel 1775 e venne sepolto nella Rathmore Church.